# Campylomyza sejuncta
Campylomyza sejuncta är en tvåvingeart som först beskrevs av Jean-Jacques Kieffer 1901.  Campylomyza sejuncta ingår i släktet Campylomyza och familjen gallmyggor.
Artens utbredningsområde är Frankrike. Inga underarter finns listade i Catalogue of Life.